# Бенітоїт

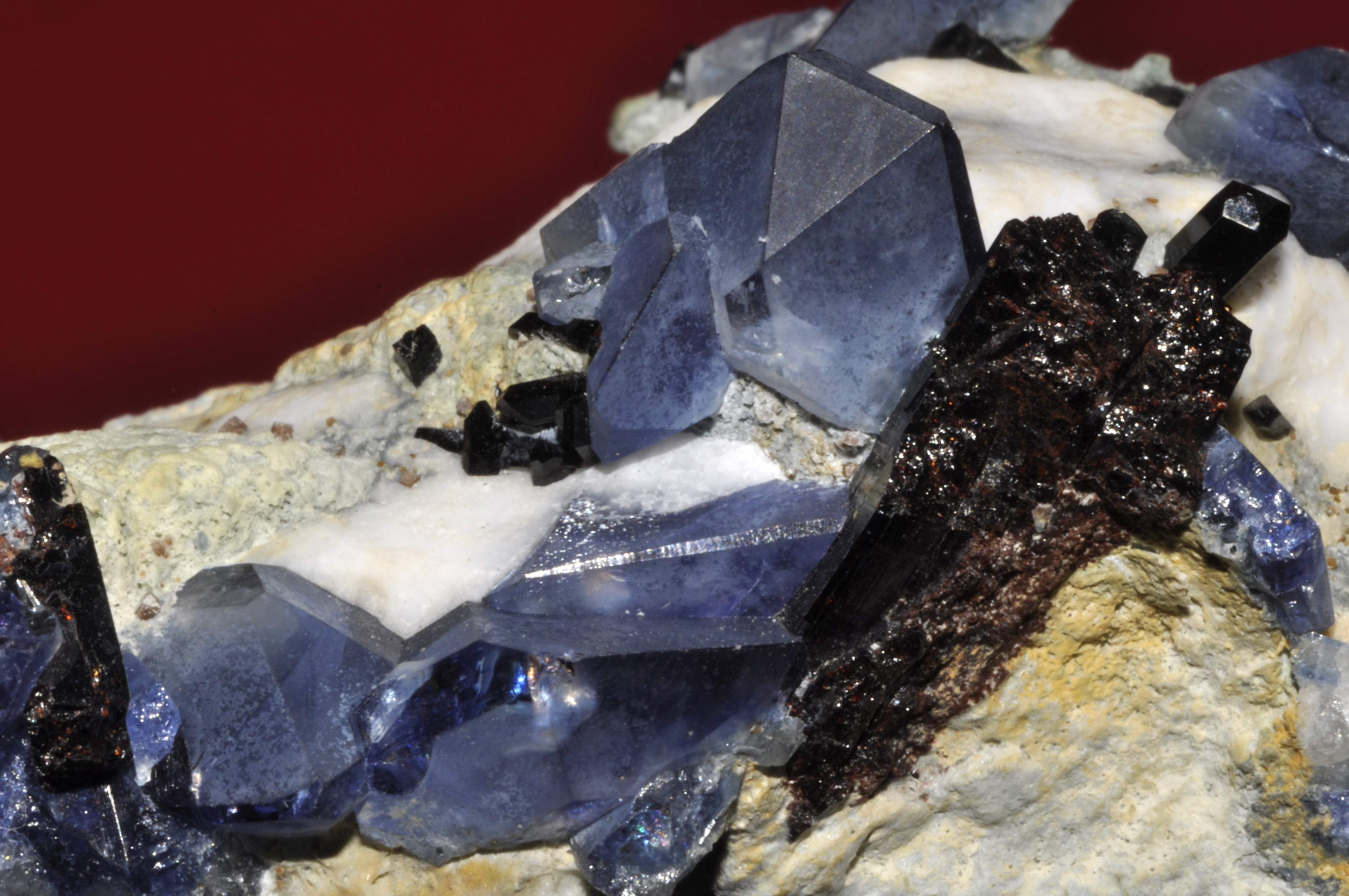
Бенітоїт (синій), джоакініт (коричневий) та нептуніт (чорний) на натроліті (білий)

Бенітоїт — дуже рідкісний мінерал, титаносилікат барію. Названий за знахідкою у 1906 році в асоціації з нептунітом в Сан-Беніто (Каліфорнія, США). Визначений як офіційний камінь-символ штату Каліфорнія.

## Загальний опис
Хімічна формула: 2[BaTiSi3O9]. Містить (%): BaO — 36,97; TiO2 — 19,32; SiO2 — 43,71.
Сингонія гексагональна або тригональна.
Густина 3,6.
Твердість 6-6,5.
Кристали у вигляді невеликих плоских трикутних подвійних пірамід.
Колір сапфірово-синій, білий або безбарвний. Блиск скляний. Крихкий. Прозорий до напівпрозорого. Люмінесціює синім при опроміненні ультрафіолетом. Рідкісний.
Знайдений в асоціації з нептунітом у невеликих натролітових жилах в серпентиніті та кристалічних сланцях в шт. Каліфорнія (США). Цінується як коштовний камінь (вартість — 4 тис. дол. за карат).